# Conradina Cristina de Friis
Conradina Cristina de Friis, comtessa de Friis, va néixer a Copenhaguen (Dinamarca) el 31 de març de 1699 i va morir a la mateixa capital danesa el 23 de juny de 1723. Era filla de Niels Friis (1665-1699) i de Cristina Sofia de Reventlow (1672-1757).

## Matrimoni i fills
El 24 d'abril de 1721 es va casar a Copenhaguen amb Cristià de Danneskiold-Samsoe (1702-1728), fill de Cristià de Gyldenlove-Samsoe (1674-1703) i de Dorotea Krag (1675-1754). D'aquest matrimoni en nasqueren tres fills:
- Frederic Cristià (1722-1778), casat primer amb la baronessa Nicol de Rosenkrands (1721-1771), i després amb Sofia Frederica de Kleist (1747-1814).
- Cristià Nicolau (1723-1724)
- Ulric Adolf (1723-1751), casat amb Sofia Dorotea de Danneskiöld-Samsöe (1726-1766)